# Список наград и номинаций Queen
Queen (в переводе с англ. Королева) — культовая британская рок-группа, образованная в Лондоне в 1970 году. В окончательный состав группы, сформировавшийся 1 марта 1971 года, входили вокалист и клавишник Фредди Меркьюри, вокалист и гитарист Брайан Мэй, вокалист и барабанщик Роджер Тейлор и бас-гитарист Джон Дикон.
Коллектив неоднократно номинировался на множество престижных музыкальных премий и становился их лауреатом как в родной Великобритании (включая BRIT Awards), так и за её пределами, а деятельность квартета высоко оценивалась как профессиональными изданиями, так и обычными слушателями. Помимо прочего, многие известные музыканты положительно отзывались о творчестве коллектива, часто называя Queen, её участников и композиции лучшими в своём роде. Также Queen является рекордсменом во многих категориях музыкальной индустрии. За своё колоссальное влияние на мировую музыкальную индустрию группа была включена в несколько залов славы, это первая группа в истории, включённая полным составом в Зал славы авторов песен.
Выступление группы на церемонии вручения BRIT Awards в 1990 году стало последним публичным появлением Фредди Меркьюри перед его смертью 24 ноября 1991 года. Несмотря на то, что после смерти фронтмена и ухода Джона Дикона группа практически полностью прекратила студийную деятельность, Queen пользуется огромной популярностью до сих пор, и даже спустя несколько десятилетий после выхода последнего альбома Made in Heaven группа, её участники, композиции, альбомы и концертные выступления продолжают номинироваться на различные награды и занимать высокие места в музыкальных рейтингах.
Данный список включает исключительно награды и номинации, относящиеся непосредственно к группе Queen или напрямую с ней связанные (награды продюсеров, лейблов звукозаписи, документальных фильмов и так далее). В списке также отсутствуют награды от сертифицирующих ассоциаций музыкальной индустрии, присуждаемые релизам за достижение определённого уровня продаж. Награды и номинации участников группы, полученные за участие в других музыкальных проектах и прочую деятельность, а также награды и номинации фильма «Богемская рапсодия» и мюзикла «We Will Rock You» не включены и перечисленны в соответствующих статьях.

## AllMusic Year in Review Awards
В конце каждого года AllMusic подводит музыкальные итоги, награждая любимые релизы и любимых исполнителей редакции.
| Год  | Номинируемая работа           | Номинация                      | Результат |
| ---- | ----------------------------- | ------------------------------ | --------- |
| 2014 | Live at the Rainbow '74       | Любимые бокс-сеты              | Победа    |
| 2016 | On Air: Complete BBC Sessions | Любимые переиздания и сборники | Победа    |

## American Music Awards
American Music Awards (AMAs) — ежегодная американская музыкальная премия, учреждённая Диком Кларком в 1973 году. Номинанты и победители определяются благодаря опросам общественности.
| Год  | Номинируемая работа                        | Номинация                   | Результат |
| ---- | ------------------------------------------ | --------------------------- | --------- |
| 1981 | «Another One Bites the Dust»               | Любимая поп/рок-песня       | Победа    |
| 1981 | Queen                                      | Любимый поп/рок-дуэт/группа | Номинация |
| 2019 | Bohemian Rhapsody: The Original Soundtrack | Любимый саундтрек           | Победа    |

## Billboard Music Awards
Billboard Music Awards — музыкальная премия, присуждаемая американским изданием Billboard за достижения в его музыкальных чартах.
| Год  | Номинируемая работа                        | Номинация              | Результат |
| ---- | ------------------------------------------ | ---------------------- | --------- |
| 2019 | Bohemian Rhapsody: The Original Soundtrack | Лучший саундтрек       | Номинация |
| 2019 | Queen                                      | Лучший рок-исполнитель | Номинация |

## BRIT Awards
BRIT Awards — ежегодная церемония вручения музыкальных наград Великобритании, учреждённая Британской ассоциацией производителей фонограмм в 1977 году.
| Год  | Номинируемая работа               | Номинация                   | Результат |
| ---- | --------------------------------- | --------------------------- | --------- |
| 1977 | «Bohemian Rhapsody»               | Лучший британский сингл     | Победа    |
| 1982 | Greatest Hits                     | Лучший британский альбом    | Номинация |
| 1985 | Queen                             | Лучшая британская группа    | Номинация |
| 1985 | The Works                         | Лучший британский альбом    | Номинация |
| 1990 | «The Invisible Man»               | Лучший британский видеоклип | Номинация |
| 1990 | Queen                             | Выдающийся вклад в музыку   | Победа    |
| 1992 | «These Are the Days of Our Lives» | Лучший британский сингл     | Победа    |
| 1992 | Фредди Меркьюри                   | Выдающийся вклад в музыку   | Победа    |
| 1992 | Queen                             | Лучшая британская группа    | Номинация |
| 2005 | «We Are the Champions»            | Лучшая песня                | Номинация |

## British Video Awards
British Video Awards — награда, присуждаемая Британской Академией кино и телевизионных искусств.
| Год  | Номинируемая работа | Номинация                | Результат |
| ---- | ------------------- | ------------------------ | --------- |
| 1986 | Live in Rio         | Лучшее музыкальное видео | Победа    |
| 1987 | Live in Budapest    | Лучшее музыкальное видео | Победа    |

## Capital Music Awards
Capital Music Awards — награда присуждаемая британской радиовещательной сетью Capital.
| Год  | Номинируемая работа | Номинация                 | Результат |
| ---- | ------------------- | ------------------------- | --------- |
| 2002 | Queen               | Выдающийся вклад в музыку | Победа    |

## Classic Rock Roll of Honour Awards
Classic Rock Roll of Honour Awards — ежегодная церемония награждения за музыкальные достижения, проводившаяся журналом Classic Rock с 2005 по 2016 год.
| Год  | Номинируемая работа                                                             | Номинация                | Результат |
| ---- | ------------------------------------------------------------------------------- | ------------------------ | --------- |
| 2006 | A Night at the Opera                                                            | Лучшее переиздание года  | Победа    |
| 2006 | Queen                                                                           | Классический автор песен | Победа    |
| 2011 | Альбомы - The Works - A Kind of Magic - The Miracle - Innuendo - Made in Heaven | Лучшее переиздание года  | Победа    |
| 2014 | Queen + Adam Lambert                                                            | Лучшая группа года       | Победа    |
| 2015 | Queen                                                                           | Живые легенды            | Победа    |
| 2016 | The Studio Collection                                                           | Лучшее переиздание года  | Номинация |

## Echo Awards
Echo Awards — немецкая музыкальная премия, присуждавшаяся Немецкой фонографической академией ежегодно с 1992 по 2018 год.
| Год  | Номинируемая работа              | Номинация                           | Результат |
| ---- | -------------------------------- | ----------------------------------- | --------- |
| 1992 | Queen                            | Лучшая международная рок/поп-группа | Победа    |
| 1993 | Queen                            | Лучшая международная рок/поп-группа | Номинация |
| 2004 | Queen at Wembley                 | Лучшее музыкальное DVD              | Номинация |
| 2005 | Queen on Fire - Live at the Bowl | Лучшее музыкальное DVD              | Номинация |

## Grammy Awards
Grammy Awards (рус. Грэмми) — музыкальная премия, вручаемая ежегодно американской Национальной академией искусства и науки звукозаписи (NARAS).
| Год  | Номинируемая работа          | Номинация                                           | Результат |
| ---- | ---------------------------- | --------------------------------------------------- | --------- |
| 1976 | «Bohemian Rhapsody»          | Лучшее вокальное поп-исполнение дуэтом или группой  | Номинация |
| 1976 | «Bohemian Rhapsody»          | Лучшая вокальная аранжировка двух или более голосов | Номинация |
| 1980 | «Another One Bites the Dust» | Лучшее вокальное рок-исполнение дуэтом или группой  | Номинация |
| 1980 | Queen и Райнхольд Мак        | Продюсер года, неклассический                       | Номинация |
| 2018 | Queen                        | Музыкальные достижения всей жизни                   | Победа    |

## Ivor Novello Awards
Ivor Novello Awards (рус. Премия Айвора Новелло) — музыкальная награда, учреждённая в 1955 году Британской академией композиторов и авторов и названная в честь одного из популярнейших британских шоуменов, авторов и композиторов первой половины XX века Айвора Новелло.
| Год  | Номинируемая работа                                   | Номинация                            | Результат |
| ---- | ----------------------------------------------------- | ------------------------------------ | --------- |
| 1976 | «Bohemian Rhapsody»                                   | Самая продаваемая британская запись  | Победа    |
| 1981 | «Flash»                                               | Лучшая песня для фильма              | Номинация |
| 1981 | «Another One Bites the Dust»                          | Международный хит года               | Номинация |
| 1987 | Queen                                                 | Выдающийся вклад в британскую музыку | Победа    |
| 1992 | «The Show Must Go On»                                 | Лучшие музыка и слова песни          | Номинация |
| 1992 | «Bohemian Rhapsody»/«These Are the Days of Our Lives» | Самая продаваемая сторона А          | Победа    |
| 2005 | Queen                                                 | Выдающееся собрание песен            | Победа    |
| 2005 | «Bohemian Rhapsody»                                   | Песня десятилетия 1975-1984          | Победа    |

## Juno Awards
Juno Awards (рус. Джуно) — основная музыкальная премия Канады, ежегодно вручаемая с 1970 года. Учредителем данной премии является Канадская академия искусства и науки звукозаписи.
| Год  | Номинируемая работа          | Номинация                 | Результат |
| ---- | ---------------------------- | ------------------------- | --------- |
| 1981 | The Game                     | Международный альбом года | Номинация |
| 1981 | «Another One Bites the Dust» | Международный сингл года  | Номинация |

## Kerrang!Awards
Kerrang! Awards — ежегодная музыкальная премия, проводимая журналом Kerrang!.
| Год  | Номинируемая работа | Номинация           | Результат |
| ---- | ------------------- | ------------------- | --------- |
| 1996 | Queen               | Зал славы Kerrang!  | Победа    |
| 2013 | Queen               | Заслуги перед роком | Победа    |

## MTV Europe Music Awards
MTV Europe Music Awards — ежегодная церемония вручения музыкальных наград, основанная телеканалом MTV Europe в 1994 году. Номинанты и победители выбираются голосованием зрителей.
| Год  | Номинируемая работа | Номинация        | Результат |
| ---- | ------------------- | ---------------- | --------- |
| 2011 | Queen               | Глобальная икона | Победа    |

## MTV Video Music Awards
MTV Video Music Awards — ежегодная церемония награждения за создание видеоклипов, основанная телеканалом MTV в 1984 году.
| Год  | Номинируемая работа | Номинация                    | Результат |
| ---- | ------------------- | ---------------------------- | --------- |
| 1984 | «Radio Ga Ga»       | Лучшая художественная работа | Номинация |
| 1992 | «Bohemian Rhapsody» | Лучшее видео из фильма       | Победа    |

## Music Empire Awards
Music Empire Awards — итальянская премия, присуждаемая за музыкальные достижения. Queen стали её лауреатами в связи с достижением отметки в 300 миллионов продаж своих релизов в мире.
| Год  | Номинируемая работа | Номинация                         | Результат |
| ---- | ------------------- | --------------------------------- | --------- |
| 2015 | Queen               | Музыкальные достижения всей жизни | Победа    |

## NARM Awards
NARM Awards — музыкальная награда, присуждаемая Ассоциацией музыкального бизнеса США.
| Год  | Номинируемая работа          | Номинация                         | Результат |
| ---- | ---------------------------- | --------------------------------- | --------- |
| 1981 | «Another One Bites the Dust» | Самый продаваемый сингл 1980 года | Победа    |

## O2 Silver Clef Awards
O2 Silver Clef Awards — ежегодная британская музыкальная награда учреждённая в 1976 году.
| Год  | Номинируемая работа | Номинация                 | Результат |
| ---- | ------------------- | ------------------------- | --------- |
| 1984 | Queen               | Выдающийся вклад в музыку | Победа    |
| 2009 | Queen               | Посланники рока           | Победа    |

## People's Choice Awards
People's Choice Awards — американская премия, которая присуждается деятелям поп-культуры по итогам зрительского голосования.
| Год  | Номинируемая работа          | Номинация           | Результат |
| ---- | ---------------------------- | ------------------- | --------- |
| 1981 | «Another One Bites the Dust» | Любимая новая песня | Номинация |

## Ultimate Classic Rock Awards
Ultimate Classic Rock Awards — ежегодная церемония награждения за музыкальные достижения, учреждённая американским музыкальным журналом Ultimate Classic Rock.
| Год  | Номинируемая работа     | Номинация                     | Результат |
| ---- | ----------------------- | ----------------------------- | --------- |
| 2015 | Queen + Adam Lambert    | Лучший тур года               | Победа    |
| 2015 | Live at the Rainbow ’74 | Лучший концертный альбом года | Победа    |
| 2015 | «I Want It All»         | Лучшая реклама года           | Победа    |
| 2017 | Queen + Adam Lambert    | Лучший тур года               | Победа    |

## Разные награды и почётные звания

### Рекорды
| Год   | Номинируемая работа              | Рекорд                                                                        | Уровень        |
| ----- | -------------------------------- | ----------------------------------------------------------------------------- | -------------- |
| 1975  | «Bohemian Rhapsody»              | Самый первый видеоклип                                                        | Мир            |
| 2001  | Queen                            | Группа с самым большим числом ассоциированных сайтов                          | Мир            |
| 2003  | Queen                            | Первая группа в истории, включённая полным составом в Зал славы авторов песен | Мир            |
| 2004  | Международный фан-клуб Queen     | Самый долгодействующий фан-клуб                                               | Мир            |
| 2005  | Queen                            | Самый успешный альбомный исполнитель                                          | Великобритания |
| 2007  | «Bohemian Rhapsody»              | Самая проигрываемая песня                                                     | BBC Radio 1    |
| 2016  | Фредди Меркьюри                  | Самый выдающийся голос                                                        | Мир            |
| 2016  | Greatest Hits                    | Самый продаваемый сборник                                                     | Великобритания |
| 2016  | Greatest Hits II                 | Третий самый продаваемый сборник хитов                                        | Великобритания |
| 2018  | «Bohemian Rhapsody»              | Самая проигрываемая рок-песня на стриминг-платформах                          | Мир            |
| 2018  | «Bohemian Rhapsody»              | Самая проигрываемая песня XX века на стриминг-платформах                      | Мир            |
| 2018  | «Bohemian Rhapsody»              | Самый просматриваемый видеоклип 1970-х годов                                  | YouTube        |
| 2019  | Greatest Hits                    | Самый продаваемый альбом                                                      | Великобритания |
| 2019  | Greatest Hits II                 | Десятый самый продаваемый альбом                                              | Великобритания |
| 2019  | Greatest Hits и Greatest Hits II | Два самых продаваемых альбома, выпущенных музыкальной группой                 | Великобритания |
| 2019  | «Bohemian Rhapsody»              | Самый старый видеоклип, достигший миллиарда просмотров                        | YouTube        |
| 2021  | «Bohemian Rhapsody»              | Первый британский сингл, получивший бриллиантовый статус                      | США            |
| 2022  | «Bohemian Rhapsody»              | Третий самый продаваемый сингл                                                | Великобритания |
| н. в. | Queen                            | Вторая самая продаваемая группа                                               | Мир            |
| н. в. | Queen                            | Четвёртый самый продаваемый исполнитель                                       | Мир            |

### Включения в залы славы

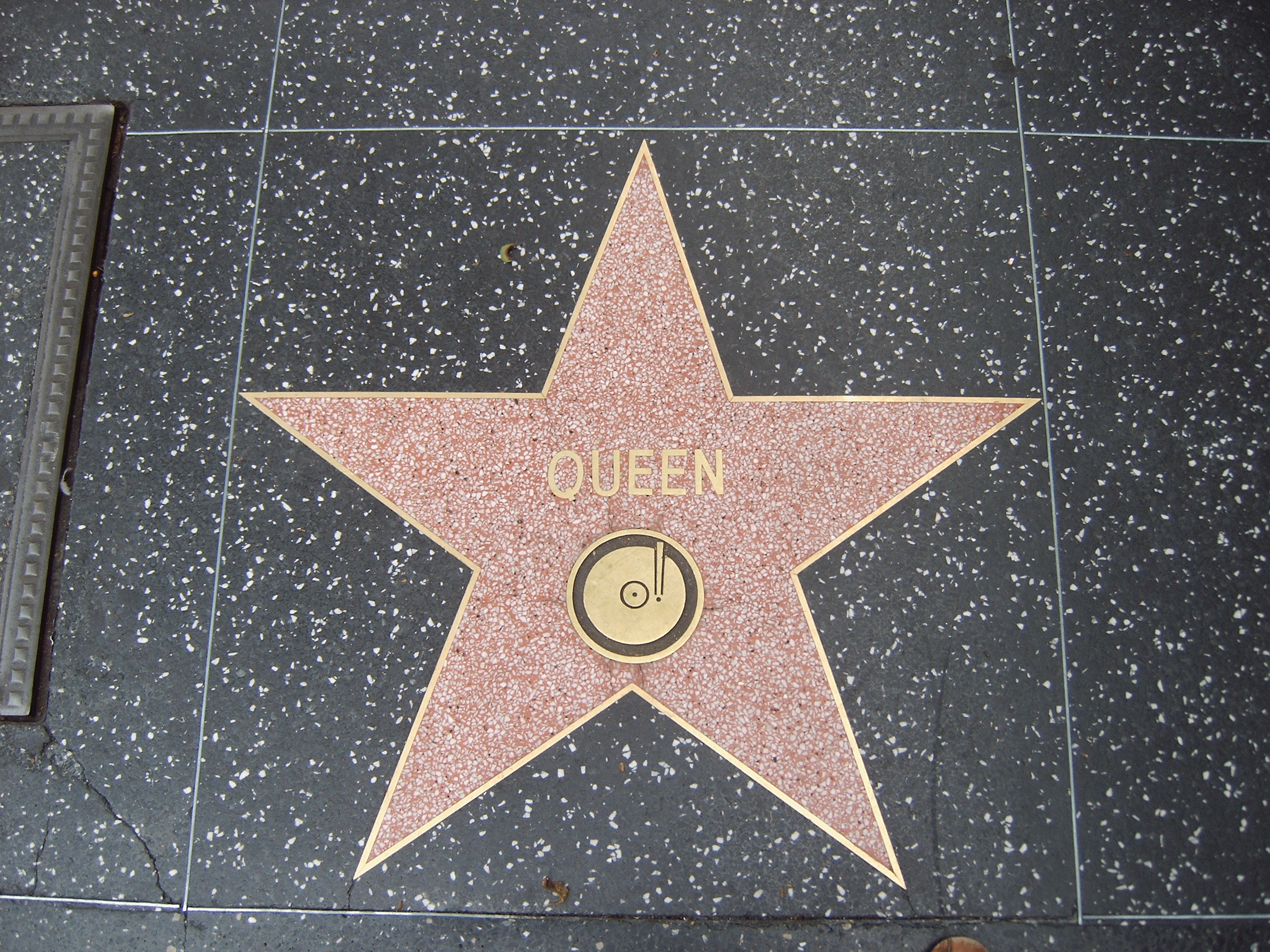
Звезда Queen на «Аллее славы» Голливуда.

| Год  | Номинируемая работа                       | Зал славы                        | Организация                                         |
| ---- | ----------------------------------------- | -------------------------------- | --------------------------------------------------- |
| 1996 | Queen                                     | Зал славы Kerrang!               | Kerrang!                                            |
| 2001 | Queen                                     | Зал славы рок-н-ролла            | Rock & Roll Hall of Fame Foundation                 |
| 2002 | Queen                                     | Голливудская «Аллея славы»       | Hollywood Chamber of Commerce                       |
| 2003 | Queen                                     | Зал славы авторов песен          | Зал славы авторов песен                             |
| 2004 | «Bohemian Rhapsody»                       | Зал славы премии «Грэмми»        | Национальная академия искусства и науки звукозаписи |
| 2004 | Queen                                     | Зал славы музыки Великобритании  | Зал славы музыки Великобритании                     |
| 2004 | Queen                                     | Аллея славы рока                 | Guitar Center Rockwalk                              |
| 2006 | Queen                                     | VH1 Rock Honors                  | VH1                                                 |
| 2009 | «We Are the Champions»/«We Will Rock You» | Зал славы премии «Грэмми»        | Национальная академия искусства и науки звукозаписи |
| 2022 | «Bohemian Rhapsody»                       | Национальный реестр аудиозаписей | Библиотека Конгресса США                            |

### Прочие награды
| Год  | Номинируемая работа                        | Награда                                    | Организация                   |
| ---- | ------------------------------------------ | ------------------------------------------ | ----------------------------- |
| 1975 | «Killer Queen»                             | Golden Lion Award                          | Gouden Leeuwen Festival       |
| 1978 | EMI                                        | Королевская награда за предпринимательство | Правительство Великобритании  |
| 1978 | Queen                                      | Radio Award                                | MIDEM                         |
| 1981 | Greatest Hits                              | Урановый диск                              | Hispavox                      |
| 2002 | Выступление на Live Aid                    | Total Production Awards                    | Hilton London Metropole       |
| 2009 | Live in Ukraine                            | Gran Prix of Styria                        | Rockin' Movies                |
| 2011 | Queen                                      | Icon Award                                 | Broadcast Music, Inc.         |
| 2013 | Hungarian Rhapsody: Queen Live in Budapest | Bronze Box Office Award                    | UK Cinema Association         |
| 2013 | Queen                                      | Синяя табличка                             | Королевское общество искусств |
| 2016 | Queen + Adam Lambert                       | SSE Live Awards                            | Уэмбли Арена                  |
| 2019 | Queen                                      | Japan Gold Disc Award                      | RIAJ                          |
| 2020 | Queen Studio Experience                    | Trip Advisor Traveler's Choice Awards      | Trip Advisor                  |

### Места в рейтингах

#### Профессиональные рейтинги
| Год  | Номинируемая работа | Рейтинг (место) | Организация                           |
| ---- | --- | --- | ------------------------------------- |
| 1974 | Sheer Heart Attack | Лучшие альбомы года (#24) | New Musical Express                   |
| 1977 | «Bohemian Rhapsody» | Лучший британский сингл 1952-1977 годов | BPI                                   |
| 1980 | Альбомы - Sheer Heart Attack - A Night at the Opera | Лучшие альбомы 1970-х | Trouser Press                         |
| 1984 | «Killer Queen» / «You're My Best Friend» | 45 золотых синглов | EMI Records                           |
| 1987 | A Day at the Races | Топ-10 рок-н-ролл-альбомов (#6) | Питер Пауэлл, The World Critics Lists |
| 1994 | Queen | Топ-50 самых влиятельных гитарных альбомов всех времён (#19) | Guitarist Magazine                    |
| 2000 | A Night at the Opera | 100 величайших британских альбомов всех времён (#41) | Q                                     |
| 2001 | A Night at the Opera | 100 величайших рок-альбомов всех времён (#25) | Classic Rock                          |
| 2002 | Sheer Heart Attack | 100 величайших гитарных альбомов (#72) | Mojo                                  |
| 2002 | Альбомы - A Night at the Opera - A Day at the Races | Величайшие альбомы | Chicago Sun-Times                     |
| 2003 | Live Killers | 50 лучших концертных альбомов всех времён (#25) | Classic Rock                          |
| 2003 | A Night at the Opera | 50 величайших британских альбомов всех времён (#16) | Q                                     |
| 2003 | Queen II | 50 британских альбомов, заслуживающих внимания (#44) | Q                                     |
| 2003 | «Keep Yourself Alive» | Любимая запись всех времён | Мартин Попофф                         |
| 2004 | «Bohemian Rhapsody» | 500 величайших песен всех времён (#163) | Rolling Stone                         |
| 2004 | «We Will Rock You» | 500 величайших песен всех времён (#330) | Rolling Stone                         |
| 2004 | «Bohemian Rhapsody» | 20 синглов 1970-х, изменившие мир (#2) | Q                                     |
| 2004 | Queen | 50 групп, изменивших мир | Q                                     |
| 2004 | A Night at the Opera | Величайшие классические рок-альбомы всех времён | Q                                     |
| 2004 | «Bohemian Rhapsody» | 50 величайших британских треков (#5) | Q                                     |
| 2005 | Роджер Тейлор | 50 лучших барабанщиков в рок-музыке (#37) | Classic Rock                          |
| 2005 | «Now I'm Here» | 100 лучших гитарных треков всех времён (#33) | Q                                     |
| 2005 | A Night at the Opera | 40 космических рок-альбомов (#25) | Q                                     |
| 2005 | Альбомы - Queen II - Sheer Heart Attack - A Night at the Opera | 1001 музыкальный альбом, который стоит прослушать, прежде чем вы умрёте | Роберт Димери                         |
| 2005 | Return of the Champions | Топ-25 DVD года (#18) | Classic Rock                          |
| 2005 | Sheer Heart Attack | 500 величайших рок- и метал-альбомов всех времён (#308) | Rock Hard                             |
| 2006 | Jazz | Величайшие альбомы | Chicago Sun-Times                     |
| 2006 | A Night at the Opera | Топ переизданий года (#1) | Classic Rock                          |
| 2006 | «Bohemian Rhapsody» | 100 величайших песен всех времён (#6) | Q                                     |
| 2006 | A Night at the Opera | 10 переизданий года (#2) | Q                                     |
| 2006 | A Night at the Opera | 100 величайших британских рок-альбомов всех времён (#17) | Classic Rock                          |
| 2006 | Sheer Heart Attack | 100 величайших британских рок-альбомов всех времён (#28) | Classic Rock                          |
| 2006 | Sheer Heart Attack | 70 величайших альбомов 1970-х | Mojo                                  |
| 2007 | Rock Montreal & Live Aid | Топ-25 DVD года (#8) | Classic Rock                          |
| 2007 | A Kind of Magic | 49 лучших саундтреков (#28) | Classic Rock                          |
| 2008 | A Night at the Opera | 100 величайших гей-альбомов (#16) | Out                                   |
| 2008 | A Day at the Races | 100 величайших гей-альбомов (#20) | Out                                   |
| 2008 | The Game | 100 величайших гей-альбомов (#28) | Out                                   |
| 2008 | Queen | 50 лучших концертных групп всех времён (#6) | Classic Rock                          |
| 2008 | «Bohemian Rhapsody» | 10 величайших британских песен 1970-х | Q                                     |
| 2008 | A Night at the Opera | 10 величайших британских альбомов 1970-х | Q                                     |
| 2008 | A Night at the Opera | 1000 произведений, с которыми стоит ознакомиться, прежде чем вы умрёте | Том Мун                               |
| 2008 | Queen II | 10 классических альбомов глэм-рока | IGN                                   |
| 2008 | «Keep Yourself Alive» | 100 величайших гитарных песен всех времён (#31) | Rolling Stone                         |
| 2010 | «Bohemian Rhapsody» | 500 величайших песен всех времён (#166) | Rolling Stone                         |
| 2010 | «We Will Rock You» | 500 величайших песен всех времён (#338) | Rolling Stone                         |
| 2010 | A Night at the Opera | 500 величайших альбомов всех времён (#231) | Rolling Stone                         |
| 2010 | Queen II | 60 величайших альбомов Elektra (#60) | Mojo                                  |
| 2011 | Greatest Hits I & II | Альбом недели (#1) | BBC Radio 2                           |
| 2012 | Рой Томас Бейкер | 50 величайших продюсеров всех времён (#45) | New Musical Express                   |
| 2012 | «Bohemian Rhapsody» | Топ-1000 песен года (#1) | Radio 2                               |
| 2014 | «The Show Must Go On» | Топ-10 песен о смерти (#3) | Ultimate Classic Rock                 |
| 2015 | Live at Wembley ’86 | 50 величайших концертных альбомов всех времён (#36) | New Musical Express                   |
| 2015 | Queen на Live Aid | 50 лучших фестивальных выступлений (#15) | New Musical Express                   |
| 2016 | Альбомы Queen от худшего к лучшему по версии Малкольма Доума 15. Made in Heaven 14. Hot Space 13. Flash Gordon 12. The Game 11. A Kind of Magic 10. The Miracle 9. Innuendo 8. The Works 7. News of the World 6. Queen II 5. A Day at the Races 4. Jazz 3. Sheer Heart Attack 2. Queen 1. A Night at the Opera | Альбомы Queen от худшего к лучшему по версии Малкольма Доума 15. Made in Heaven 14. Hot Space 13. Flash Gordon 12. The Game 11. A Kind of Magic 10. The Miracle 9. Innuendo 8. The Works 7. News of the World 6. Queen II 5. A Day at the Races 4. Jazz 3. Sheer Heart Attack 2. Queen 1. A Night at the Opera | Classic Rock                          |
| 2016 | Jazz | 10 классических альбомов, изначально раскритикованных | Rolling Stone                         |
| 2017 | Queen + Adam Lambert | Лучшая концертная группа всех времён | Metro                                 |
| 2017 | «Bohemian Rhapsody» | 50 величайших гитарных соло всех времён (#18) | New Musical Express                   |
| 2018 | Фредди Меркьюри | Лучший фронтмент всех времён | UNILAD                                |
| 2018 | «Bohemian Rhapsody» | 100 лучших песен 1970-х (#52) | New Musical Express                   |
| 2018 | Queen | 100 культовых альбомов, которые надо услышать до того, как умереть (#54) | New Musical Express                   |
| 2020 | A Night at the Opera | 500 величайших альбомов всех времён (#128) | Rolling Stone                         |
| 2020 | «Bohemian Rhapsody» | 500 песен, сформировавших рок | Зал славы рок-н-ролла                 |
| 2021 | «Bohemian Rhapsody» | 500 величайших песен всех времён (#17) | Rolling Stone                         |
| 2021 | «Under Pressure» | 500 величайших песен всех времён (#429) | Rolling Stone                         |
| 2022 | A Night at the Opera | 100 величайших рок-альбомов всех времён (#26) | uDiscover Music                       |

#### Опросы слушателей
| Год  | Номинируемая работа | Опрос (место) | Организация                                        |
| ---- | --- | --- | -------------------------------------------------- |
| 1973 | Queen | Лучшая новая группа (#2) | Creem                                              |
| 1974 | Queen | Лучшая новая группа (#3) | The Music                                          |
| 1974 | Queen | Самая многообещающая группа (#2) | New Musical Express                                |
| 1975 | Queen | Лучшая новая группа (#2) | Record Mirror                                      |
| 1975 | Queen | Лучшая международная группа (#9) | Record Mirror                                      |
| 1975 | «Killer Queen» | Лучший сингл (#2) | Record Mirror                                      |
| 1975 | Queen | Самая многообещающая группа в мире (#4) | New Musical Express                                |
| 1975 | Queen | Лучшая концертная группа (#7) | New Musical Express                                |
| 1975 | Queen | Лучшая группа в мире (#7) | New Musical Express                                |
| 1975 | Queen | Лучшая британская группа (#8) | New Musical Express                                |
| 1976 | A Night at the Opera | Лучший альбом года (#1) | Sounds                                             |
| 1976 | «Bohemian Rhapsody» | Лучший сингл года (#1) | Sounds                                             |
| 1977 | News of the World | Лучший альбом года (#19) | Creem                                              |
| 1977 | News of the World | Лучшая альбомная обложка года (#6) | Creem                                              |
| 1977 | «Tie Your Mother Down» | Лучшая песня года (#12) | Creem                                              |
| 1977 | «We Are the Champions» | Лучшая песня года (#14) | Creem                                              |
| 1977 | A Night at the Opera | Топ-100 альбомов (#23) | Radio Caroline                                     |
| 1977 | Sheer Heart Attack | Топ-100 альбомов (#50) | Radio Caroline                                     |
| 1980 | The Game | Лучший альбом года (#7) | Creem                                              |
| 1980 | «Another One Bites the Dust» | Лучший сингл года (#2) | Creem                                              |
| 1989 | Queen | Лучшая группа десятилетия (#1) | TVTimes                                            |
| 1994 | A Night at the Opera | Топ-250 рок- и поп-альбомов (#105) | Колин Ларкин                                       |
| 1994 | A Day at the Races | Топ-250 рок- и поп-альбомов (#149) | Колин Ларкин                                       |
| 1994 | A Kind of Magic | Топ-250 рок- и поп-альбомов (#171) | Колин Ларкин                                       |
| 1994 | Queen II | Топ-250 рок- и поп-альбомов (#202) | Колин Ларкин                                       |
| 1994 | Greatest Hits | Топ-25 сборников хитов (#3) | Колин Ларкин                                       |
| 1994 | Greatest Hits | Топ-100 из 1000 лучших альбомов всех времён (#82) | Колин Ларкин                                       |
| 1997 | A Night at the Opera | Топ-100 CD века (#69) | Virgin Megastores                                  |
| 1997 | «Bohemian Rhapsody» | Топ-100 синглов всех времён (#23) | Mojo                                               |
| 1998 | A Night at the Opera | 1000 лучших альбомов всех времён (#87) | Колин Ларкин                                       |
| 1998 | Sheer Heart Attack | 1000 лучших альбомов всех времён (#602) | Колин Ларкин                                       |
| 1998 | A Kind of Magic | 1000 лучших альбомов всех времён (#655) | Колин Ларкин                                       |
| 1998 | A Day at the Races | 1000 лучших альбомов всех времён (#687) | Колин Ларкин                                       |
| 1998 | Queen II | 1000 лучших альбомов всех времён (#819) | Колин Ларкин                                       |
| 1998 | «Bohemian Rhapsody» | Топ-100 лучших треков всех времён (#18) | BBC Radio 1                                        |
| 1999 | «Bohemian Rhapsody» | Топ-100 вокалистов всех времён (#22) | Mojo                                               |
| 1999 | «Bohemian Rhapsody» | 10 лучших песен всех времён (#2) | Classic Rock                                       |
| 1999 | «Bohemian Rhapsody» | Лучшая песня века (#18) | BBC Radio 2                                        |
| 1999 | «Bohemian Rhapsody» | Лучшая песня всех времён (#1) | Channel 4 и HMV                                    |
| 1999 | Queen | Лучший исполнитель всех времён (#2) | Channel 4 и HMV                                    |
| 1999 | Фредди Меркьюри | Лучший певец (#6) | Channel 4 и HMV                                    |
| 1999 | Фредди Меркьюри | Самый влиятельный музыкант (#14) | Channel 4 и HMV                                    |
| 1999 | Фредди Меркьюри | Лучший автор песен (#15) | Channel 4 и HMV                                    |
| 1999 | A Night at the Opera | Лучший альбом (#55) | Channel 4 и HMV                                    |
| 2000 | A Night at the Opera | 1000 лучших альбомов всех времён (#96) | Колин Ларкин                                       |
| 2000 | Sheer Heart Attack | 1000 лучших альбомов всех времён (#492) | Колин Ларкин                                       |
| 2000 | A Day at the Races | 1000 лучших альбомов всех времён (#749) | Колин Ларкин                                       |
| 2000 | A Kind of Magic | 1000 лучших альбомов всех времён (#1036) | Колин Ларкин                                       |
| 2001 | «Bohemian Rhapsody» | Лучший хитовый сингл всех времён (#2) | Channel 4 и The Observer                           |
| 2002 | «Bohemian Rhapsody» | Лучшая песня всех времён (#1) | Книга рекордов Гиннеcса                            |
| 2002 | A Night at the Opera | Топ-100 альбомов (#82) | Rolling Stone                                      |
| 2005 | Live Aid | Лучшее концертное выступление (#1) | BPI                                                |
| 2005 | Queen | Лучшая британская группа всех времён (#1) | BBC                                                |
| 2005 | «We Are the Champions» | Любимая песня во всём мире (#1) | Sony Ericsson                                      |
| 2005 | «We Will Rock You» | Любимая песня во всём мире (#12) | Sony Ericsson                                      |
| 2005 | Топ-30 песен Queen по мнению читателей 1. «Bohemian Rhapsody» 2. «We Are the Champions» 3. «I Want to Break Free» 4. «Somebody to Love» 5. «Don’t Stop Me Now» 6. «The Show Must Go On» 7. «We Will Rock You» 8. «Spread Your Wings» 9. «Radio Ga Ga» 10. «Tie Your Mother Down» 11. «Crazy Little Thing Called Love» 12. «Killer Queen» 13. «These Are the Days of Our Lives» 14. «Another One Bites the Dust» 15. «Innuendo» 16. «Fat Bottomed Girls» 17. «Under Pressure» 18. «Who Wants to Live Forever» 19. «Bicycle Race» 20. «It’s a Hard Life» 21. «Now I’m Here» 22. «Brighton Rock» 23. «Seven Seas of Rhye» 24. «The March of the Black Queen» 25. «Keep Yourself Alive» 26. «A Kind Of Magic» 27. «Save Me» 28. «One Vision» 29. «Death on Two Legs (Dedicated to…)» 30. «Hammer to Fall» | Топ-30 песен Queen по мнению читателей 1. «Bohemian Rhapsody» 2. «We Are the Champions» 3. «I Want to Break Free» 4. «Somebody to Love» 5. «Don’t Stop Me Now» 6. «The Show Must Go On» 7. «We Will Rock You» 8. «Spread Your Wings» 9. «Radio Ga Ga» 10. «Tie Your Mother Down» 11. «Crazy Little Thing Called Love» 12. «Killer Queen» 13. «These Are the Days of Our Lives» 14. «Another One Bites the Dust» 15. «Innuendo» 16. «Fat Bottomed Girls» 17. «Under Pressure» 18. «Who Wants to Live Forever» 19. «Bicycle Race» 20. «It’s a Hard Life» 21. «Now I’m Here» 22. «Brighton Rock» 23. «Seven Seas of Rhye» 24. «The March of the Black Queen» 25. «Keep Yourself Alive» 26. «A Kind Of Magic» 27. «Save Me» 28. «One Vision» 29. «Death on Two Legs (Dedicated to…)» 30. «Hammer to Fall» | Q                                                  |
| 2005 | Sheer Heart Attack | Лучший британский рок-альбом всех времён (#8) | Kerrang!                                           |
| 2006 | A Night at the Opera | 100 величайших альбомов всех времён (#19) | British Hit Singles & Albums и New Musical Express |
| 2006 | Sheer Heart Attack | 100 величайших альбомов всех времён (#63) | British Hit Singles & Albums и New Musical Express |
| 2006 | A Day at the Races | 100 величайших альбомов всех времён (#87) | British Hit Singles & Albums и New Musical Express |
| 2006 | A Night at the Opera | Любимый альбом (#28) | ABC                                                |
| 2006 | A Night at the Opera | Топ-100 альбомов (#9) | BBC Radio 2                                        |
| 2006 | A Kind of Magic | Топ-100 альбомов (#42) | BBC Radio 2                                        |
| 2006 | A Day at the Races | Топ-100 альбомов (#67) | BBC Radio 2                                        |
| 2006 | Innuendo | Топ-100 альбомов (#94) | BBC Radio 2                                        |
| 2007 | Queen | Лучшая британская группа всех времён (#1) | BBC                                                |
| 2008 | A Night at the Opera | Лучший британский альбом (#17) | Q                                                  |
| 2008 | Queen | Лучшая группа (#1) | votenumber1.com                                    |
| 2008 | Фредди Меркьюри | Лучший вокалист (#1) | votenumber1.com                                    |
| 2009 | Live at Wembley ’86 | Лучший концертный альбом (#1) | votenumber1.com                                    |
| 2010 | Фредди Меркьюри | Величайшая рок-легенда (#1) | OnePoll.com                                        |
| 2011 | «We Will Rock You» | Самый популярный спортивный гимн (#1) | BMI                                                |
| 2012 | Фредди Меркьюри | Лучшая песня всех времён (#1) | Rolling Stone                                      |
| 2012 | «Bohemian Rhapsody» | Лучшая песня всех времён (#1) | The Official Charts Company                        |
| 2012 | Queen + Adam Lambert | Лучший концертный исполнитель (#1) | Gigwise                                            |
| 2013 | Queen | Самая влиятельная группа в роке (#2) | Planet Rock                                        |
| 2013 | «You're My Best Friend» | Самый романтичный рок-видеоклип (#1) | Ultimate Classic Rock                              |
| 2013 | Queen | 50 любимых западных музыкальных исполнителей (#1) | Japan Today                                        |
| 2015 | «Don't Stop Me Now» | Самая позитивная песня всех времён (#1) | Alba                                               |
| 2016 | Queen | Лучшая группа 1970-х (#1) | Sky Atlantic                                       |
| 2016 | Фредди Меркьюри | Лучший фронтмен 1970-х (#1) | Sky Atlantic                                       |
| 2016 | Брайан Мэй | Лучший гитарист 1970-х (#3) | Sky Atlantic                                       |
| 2016 | Роджер Тейлор | Лучший барабанщик 1970-х (#3) | Sky Atlantic                                       |
| 2016 | Джон Дикон | Лучший басист 1970-х (#10) | Sky Atlantic                                       |

#### Места в антирейтингах
| Год                       | Номинируемая работа       | Антирейтинг (место)                                                               | Организация               |
| Профессиональные рейтинги | Профессиональные рейтинги | Профессиональные рейтинги                                                         | Профессиональные рейтинги |
| ------------------------- | ------------------------- | --------------------------------------------------------------------------------- | ------------------------- |
| 2012                      | Hot Space                 | 50 худших альбомов всех времён (#14)                                              | Classic Rock              |
| 2022                      | Queen                     | 240 исполнителей, включённых в Зал славы рок-н-ролла, от лучшего к худшему (#237) | New York Magazine         |
| 2023                      | The Cosmos Rocks          | 15 худших альбомов от классических групп (#14)                                    | The Independent           |
| 2023                      | The Cosmos Rocks          | 50 действительно ужасных альбомов от блестящих исполнителей (#20)                 | Rolling Stone             |
| Опросы слушателей         |                           |                                                                                   |                           |
| 2014                      | «Bohemian Rhapsody»       | 88 худших песен всех времён (#80)                                                 | WXPN                      |

### Отзывы знаменитостей
| Год  | Номинируемая работа  | Оценка                                   | Автор          |
| ---- | -------------------- | ---------------------------------------- | -------------- |
| 2001 | Первый концерт Queen | Лучшие два часа в жизни                  | Тейлор Хокинс  |
| 2007 | Hot Space            | Альбом с наибольшим влиянием на Thriller | Майкл Джексон  |
| 2013 | Jazz                 | Альбом, на котором вырос                 | Джастин Хокинс |
| 2015 | Hot Space            | Важный альбом для себя как музыканта     | Нуно Беттанкур |
| 2015 | «We Will Rock You»   | Лучший гимн всех времён                  | Майкл Клиффорд |
| 2015 | Queen II             | Один из любимых альбомов                 | Роб Хэлфорд    |
| 2015 | «Ogre Battle»        | Один из любимых треков                   | Роб Хэлфорд    |
| 2018 | Фредди Меркьюри      | Лучший фронтмен                          | Аксель Роуз    |
| 2018 | Queen                | Лучшая группа                            | Аксель Роуз    |
| 2018 | Queen                | Культовый альбом                         | Уильям Рис     |

## Награды и номинации документальных фильмов о Queen и её участниках

### Days of Our Lives
| Год  | Премия                      | Номинация                                  | Результат |
| ---- | --------------------------- | ------------------------------------------ | --------- |
| 2012 | Rose d’Or Award             | Документальное и исполнительское искусство | Номинация |
| 2012 | Международная премия «Эмми» | Лучшее художественное программирование     | Номинация |

### Freddie Mercury: The Great Pretender
| Год  | Премия                                    | Номинация                              | Результат |
| ---- | ----------------------------------------- | -------------------------------------- | --------- |
| 2013 | Rose d’Or Award                           | Искусство                              | Победа    |
| 2013 | Международная премия «Эмми»               | Лучшее художественное программирование | Победа    |
| 2013 | Премия Британской Академии в области кино | Прорывной талант                       | Номинация |

### Freddie Mercury: The Final Act
| Год  | Премия                                      | Номинация                              | Результат |
| ---- | ------------------------------------------- | -------------------------------------- | --------- |
| 2022 | Премия Королевского телевизионного общества | Лучшая художественная программа        | Номинация |
| 2022 | Rose d’Or Award                             | Лучшее художественное программирование | Победа    |

### Комментарии
1. 1 2  Несмотря на то, что большинство песен Queen были спеты Фредди Меркьюри, вплоть до альбома The Game каждая пластинка Queen содержала хотя бы одну песню, полностью спетую Брайаном Мэем или Роджером Тейлором[2]. Начиная с Hot Space, каждый альбом содержал хотя бы одну песню, где Меркьюри делит главный вокал с Тейлором или Мэем[2].
2. ↑  За исключением тех, которые относятся к труду участников Queen.
3. ↑  За продюсирование альбома The Works[38].
4. ↑  Не путать с британским музыкальным журналом Classic Rock.
5. ↑  Песня использовалась в рекламе компании Verizon Communications[61].
6. ↑  С учётом переиздания в 1991 году вместе с «These Are the Days of Our Lives»[76].
7. ↑  По большей мере за международный успех сингла «Bohemian Rhapsody»[86].
8. ↑  Как группа с наибольшим потенциалом благодаря песне «We Will Rock You»[87].
9. ↑  За игру в песне «Radio Ga Ga»[104].
10. ↑  По большей мере за продюсирование «Bohemian Rhapsody»[135].
11. ↑  Вместе с Дэвидом Боуи[148].
12. ↑  В рубрике «The All-Time 50 Albums Bubbling Under», в которую попали альбомы с высоким числом голосов, но не вошедшие в первую тысячу[166].
13. ↑  В песне «Bohemian Rhapsody»[183].
14. ↑  Благодаря отзыву Риса альбом был включён в список 100 культовых альбомов, которые необходимо услышать перед тем, как умереть[145].